# ポンバル侯爵セバスティアン・デ・カルヴァーリョ
ポンバル侯爵およびオエイラス伯爵セバスティアン・ジョゼ・デ・カルヴァーリョ・イ・メロ（ポルトガル語: Sebastião José de Carvalho e Melo, primeiro Conde de Oeiras e Marquês de Pombal、1699年5月13日 - 1782年5月8日）は、近世ポルトガル王国の政治家。国王ジョゼ1世の全面的信任を得て長年独裁権力を振るい、啓蒙的専制を行った。

## 宰相への道
セバスティアン・デ・カルヴァーリョ・イ・メロはリスボンの小貴族マヌエル・デ・カルヴァーリョ・イ・アタイデの息子として生まれた。コインブラ大学に学び、しばらく軍に勤務した後にリスボンへ戻り、アルコス・セバスティアン伯爵の姪であるテレサ・デ・メンドーサ・イ・アルマダと結婚した。しかし、妻の実家は身分違いだと反対しており、何かと差し障りが多かったので、ポンバル近くの領地に引きこもった。1738年にロンドン駐在ポルトガル大使に任命され、1745年からはウィーン駐在ポルトガル大使に移った。ポルトガル王妃マリア・アナはオーストリア・ハプスブルク家の出身で、カルバーリョに何かと目をかけ、彼の最初の妻が亡くなると、レオノール・エルネスタ・デ・ダウンと結婚させた。しかし、国王ジョアン5世は彼を嫌い、1749年にウィーンから召喚した。翌1750年、ジョアン5世が死去すると、新王ジョゼ1世はカルヴァーリョを好み、王太后の了解を得て外務大臣に任命した。やがて王はカルヴァーリョを全面的に信頼するようになり、国政を委ねていった。

## 啓蒙主義

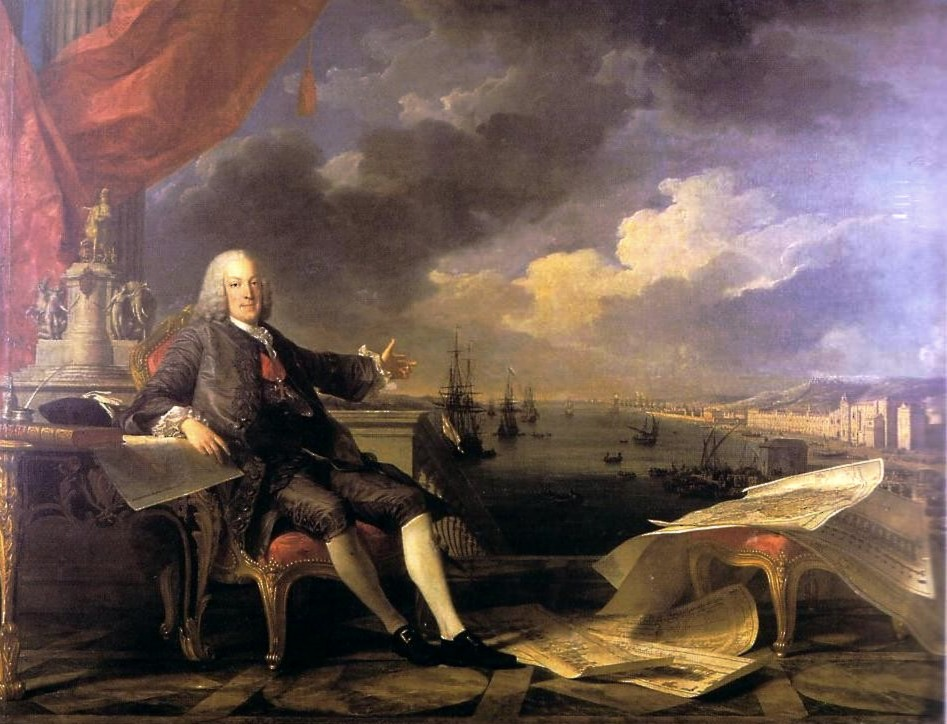
ポンバル侯爵、ルイ＝ミシェル・ヴァン・ローとクロード・ジョセフ・ヴェルネ作、1766年。

大使在任中に、産業革命が進む英国の経済的成功に強烈な印象を受けていたカルヴァーリョは、1755年に宰相に就任すると、同様な経済政策をポルトガルでも採用、強力な権限を持つ商業評議会を設立して、財政の改革や工業化を推進した。またインドのポルトガル植民地における奴隷制を廃止し、陸海軍を再編、コインブラ大学も再建した。「ポンバルの改革」によって、それまで卑しいとされてきたポルトガルのブルジョアジーの地位は大きく向上する。

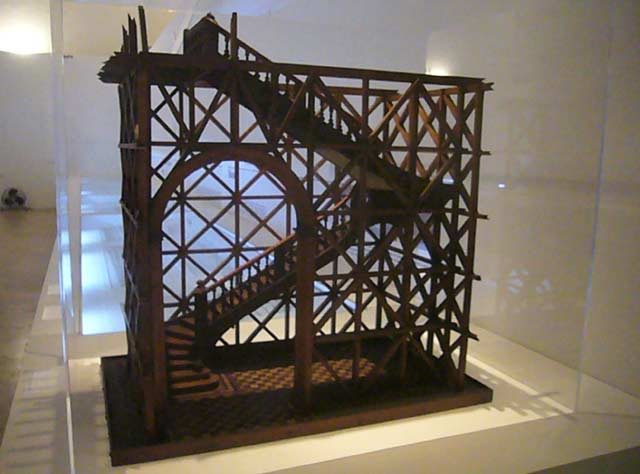
大地震後に推進されたポンバリーナ様式の耐震構造

同年11月1日、リスボン大地震が発生し、津波と火災のためリスボンの町は壊滅的な打撃を受けた。カルヴァーリョは間一髪の差で生き残り、再建に乗り出した。聖職者の反対を押し切って市内の遺体を沖合に運んで水葬するというカルヴァーリョの策により、幸い疫病は発生せず、カルヴァーリョの指揮により市民が瓦礫撤去と再建に動員され、リスボンの町は碁盤目状に区画され、新興ブルジョアジーが町の中心部に進出した。この時再建されたリスボン市街（バイシャ・ポンバリーナ）の建築様式をポンバル様式という。

## 専制支配
この成功に気を良くしたジョゼ1世は、さらに独裁的な権力をカルヴァーリョに与え、自分は政務に関心を示さず、狩猟や馬術に没頭していた。だが、カルヴァーリョの権力が拡大すると、これを快く思わない貴族たちの反感が高まり、1758年にジョゼ1世暗殺未遂事件（Távora affair）が起こった。カルヴァーリョは大貴族に対する大弾圧に乗り出し、1,000人以上を逮捕、被告は拷問によって自白を強いられた。ポルトガル最大の貴族アヴェイロ公爵 (pt) は四肢切断のうえ火刑に処せられた。次にタヴォラ侯爵 (pt) も車裂きの刑に処され、主だった貴族は処刑、投獄、追放を余儀なくされた。国王の非嫡出の兄弟姉妹であっても例外にはならず、カルヴァーリョに敵視され修道院に幽閉される者もいた。イエズス会も陰謀に加わったとみなされ、翌年にはポルトガルから追放され、その巨大な財産は没収された。イエズス会はブラジルの内陸部に広大な宣教地を有し、同時に豊かな農園と都市部の不動産を握っていたことからも、ブラジルを国家の富と個人的利益の源泉とみなしていたカルヴァーリョにとって排除の対象だった。1768年には、国家から独立的な権力を行使していた異端審問所を国家に従属する国王裁判所に再編し、その長官に弟のパウロ・カルヴァーリョを任命している。

### 審問会
カルヴァーリョは経済的発展のためにユダヤ系ポルトガル人に対する制度的な迫害を撤回しようとしていたが、イエズス会にとっては認めがたい方針であり、審問所の持つ権限を妨害に用いていた。カルヴァーリョは敵対したイエズス会を陰謀への加担を理由として排除した後、審問所の機能を残したまま主管を教会から国家に移して敵対者の排除に利用した。カルヴァーリョはキリスト教徒、ユダヤ教徒らに同等の法的権利を与え、さらにはポルトガル本国内に黒人奴隷をもちこんだ場合、即時の奴隷の解放を義務付けた。これにより、ポルトガル本国に奴隷をもちこむことは不可能となる。これは啓蒙主義的な観点からの奴隷解放ではなく、労働力が不足しがちな植民地から奴隷が連れ出されるのを防ぐための労働力確保を目的とした政策であった。

### ブラジル運営
カルヴァーリョの商業政策はブラジルの農業生産の拡大と、生み出された富を貿易会社によって独占し、国王の支持者らに運営させる点に特色があった。そのためにポルトガルの利益を阻害するイギリス商人らを規制し、国税を納めなかったイエズス会の資産を没収した。イギリスはポルトガルの友好国であり、その経済活動への妨害は関係の悪化を危惧するところであったが、カルヴァーリョは規制前にイギリス商人らを調査し、政治的影響力の少ない小規模仲買人がほとんどと把握していた。ポルトガルはスペイン、フランス、オランダとの対立の中で、南米の利権をイギリスとの同盟で維持しているだけに、イギリスと明確に対立する政策については慎重だった。一方、イエズス会については当時からすでにイエズス会以外の聖職者から拝金主義を糾弾されており、宗教界全体の反発には繋がらなかった。カルヴァーリョはイエズス会から剥奪した財産をポルトガル商人に安価で提供し、新たなブルジョワジー層の育成を促した。しかし一方ではこの時に相次いで生まれたブラジルの大土地所有者が自立し、ブラジルの独立意識を高めていくことになる。
また、当時のブラジルではリンガ・ジェラールと呼ばれる、ポルトガル語と先住民語のクレオール語が一般的に使われていたが、カルヴァーリョはリンガ・ジェラールを禁止してポルトガル語化を進めたことも、特筆すべきことである。

### アフリカ運営
ブラジルは次第に自立を志すようになり、カルヴァーリョの努力に関わらずブラジルに対する支配力は年々低下していった。当時のポルトガルは保護商品を高値で独占市場に売りつけるという植民地運営を行っていたが、ブラジルが豊かになるにつれて消費者がイギリス製品を選択するようになり、ポルトガルは競争に敗れた売れ残り品を大量に抱えるようになっていた。ポルトガルは他に独占的な市場をつくる必要が生じ、リスボンの商人らはアフリカのアンゴラの市場に目をつける。たちまちアンゴラはポルトガル製品の廃棄場となり、ブラジルでの売れ残りが売りつけられ、代わりに奴隷が輸出されていった。ポルトガルはリスボン商人に有利なようにアンゴラのアフリカ商人に規制を加えたが、アンゴラ北部にイギリス人が港を開くと、アフリカ商人たちはポルトガルの規制を嫌い、以後奴隷の供給はイギリスに向けられた。

### ポートワイン
1720年代頃からポルトの商人たちはイギリスへのワインの輸出を行っていた。イギリスにとって、政治に影響されやすいフランスのワインは供給に不安があり、スペインのワインはポルトガルに比べて質で劣っていたため、代用品としてテーブルワインの需要があった。ポルトにはイギリス商人たちが買い付けに訪れたが、イギリス商人たちは自分たちの足で農家に出向き、直接舌で確認して買い付けていた。そのため、ポルトガルのワインはイギリスの需要を満たすために質が維持されていた。1730年代にイギリス商人たちは、ドーロ産の最高級ワインにイギリス産ブランデーを混ぜてアルコール度数を高め、熟成させたポートワインを作り出す。これにより、ワインに付加価値がつき、ポルトにおけるイギリス商人たちはより大きな利益を手にした。しかし、ワインのノウハウがないポルトガルの商人たちにポートワインの作成は不可能であり、原料のワインを長年にわたって供給するだけで利益は以前のままだった。1750年代に入ると、ポルトガルの安価なワインに付加価値をつけて利益を稼ぐイギリス商人の成功がカルヴァーリョの注意を引くようになる。
1756年、カルヴァーリョはワイン会社を設立し、自らの所有する葡萄園をドーロと無関係の土地でありながら指定原産地に加え、樹齢の高いブドウの木を伐らせることでワインの供給量を制限し、同時に質を高めてイギリス商人への販売価格を押し上げた。また、会社の運営費は都市や教会で高い地位にある者に無理に要請して投資させたものであり、その富の分配で中産階級を増加させた。しかし富を得たのはカルヴァーリョら指定原産地となった農家だけであり、イギリス商人が直接買い付けに農家を回って品質を確保することもなくなったので、かえって質の低下を招いてポルトガルワインの輸出は全体的に見ると低下した。また、強力にワインの専売化が推し進められ、一般大衆の安価なものですら対象となったため、民衆の暴動を招いた。カルヴァーリョは30名を絞首刑にすることで暴動を鎮圧した。

### 工業化
ポートワイン自体はオクスフォードやケンブリッジなどの大学でブームとなり、事業自体は成功を収めた。しかし、ポルトガルの質の劣るものでも植民地に売りつけるという基本方針は競争力の低下を招き、1760年代のポルトガルはワインしか輸出品目のない工業化の遅れた後進国と化していた。かつてポルトガルでは100年ほど前、エリセイラ伯が工業化に取り組み挫折するという経験をしていたが、カルヴァーリョは再度の工業化に乗り出した。まずはイギリスから機械を輸入して毛織物工場を各地で稼働させ、絹産業も3,000人の労働力を投入して始められた。綿の紡績、織物の振興も行われたが、これらは競争相手としてイギリスが立ちはだかり、産業が軌道に乗るまでさらに一世紀の経過を待たねばならなかった。

## 解任

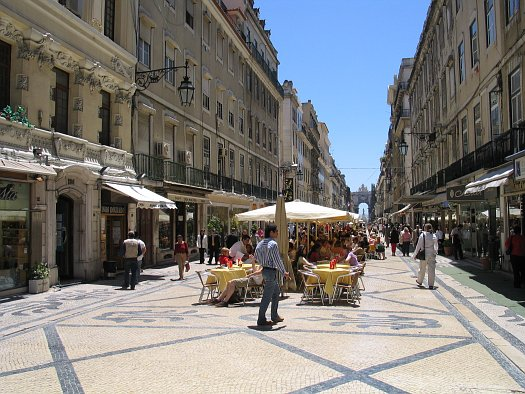
リスボンのバイシャ・ポンバリーナのアウグスタ通り

1770年、ジョゼ1世は宰相カルヴァーリョをポンバル侯爵に叙した。ポンバル侯爵は1777年ジョゼ1世が死去するまで独裁権力を行使した。だが、マリア1世（在位：1777年 - 1816年）はポンバルを好まず、彼が大貴族に加えた残忍な弾圧を忘れていなかった。ポンバルは宰相職を解任され、女王から20マイル以内に近付くなという勅令まで出された。ポンバルは田舎の荘園に引きこもり、そこにフランス式庭園をもつ豪華なヴィラを建てている。ただ女王が彼の荘園の近くまで来た時は勅令に従い、しばらく自分の地所から立ち去らなければならなかった。1782年、ポンバル侯爵はこの荘園で平和に死去した。今日、リスボン中心部の最も重要な地下鉄駅はポンバル侯爵にちなんで命名されており、その広場には侯爵の銅像がそびえている。